# Marzymięta grzebieniasta

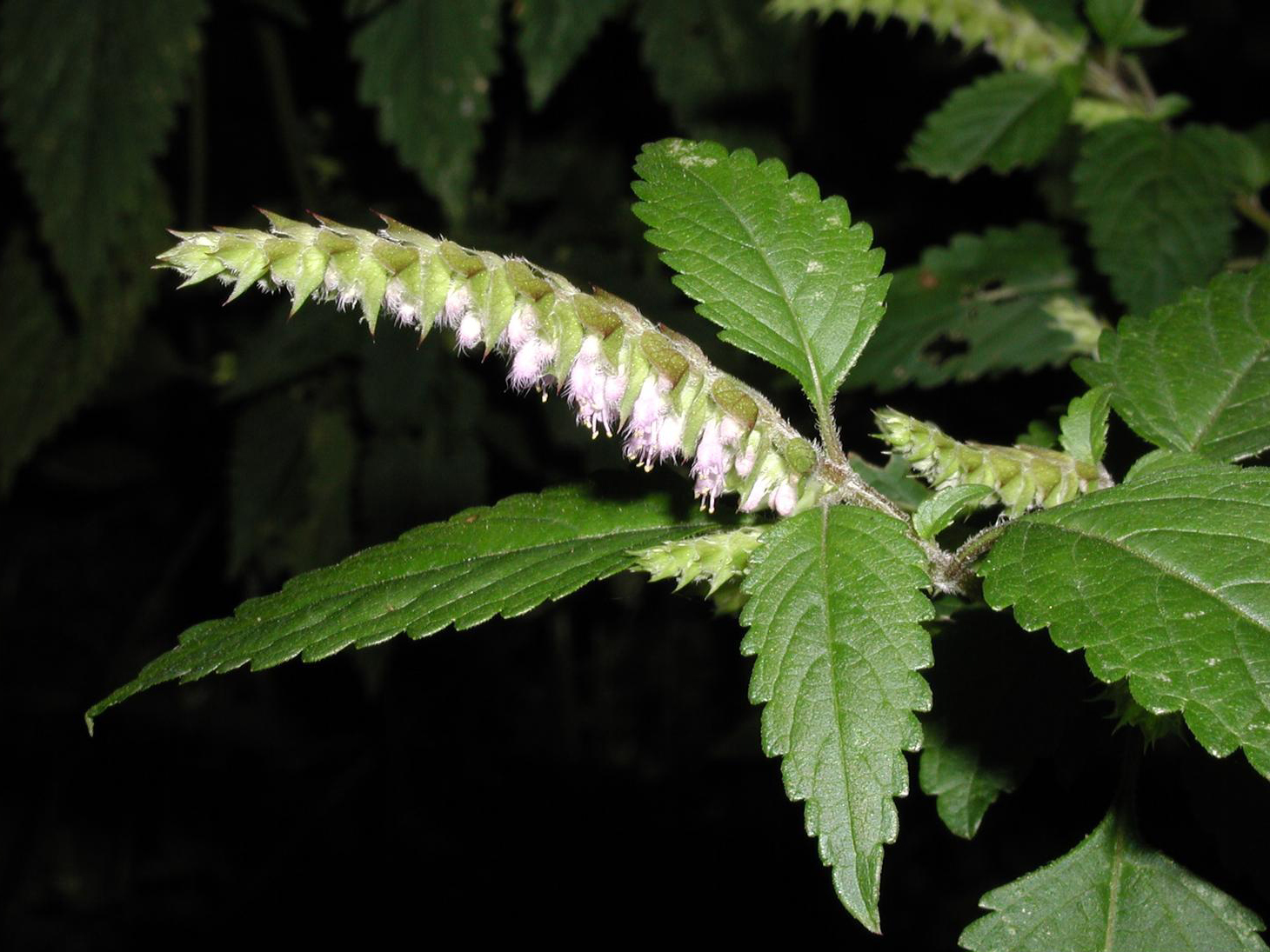
Jednostronny kwiatostan

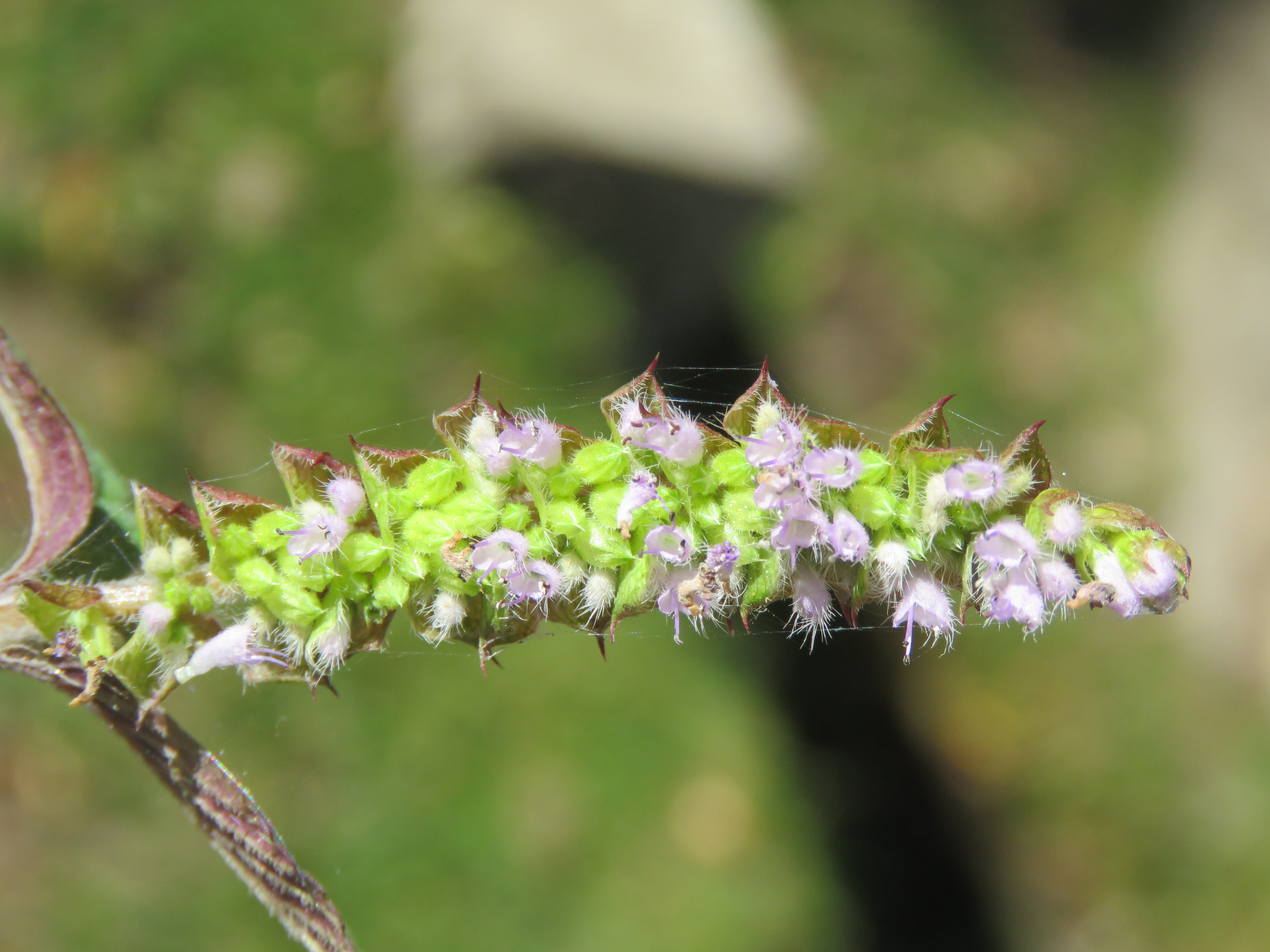
Kwiaty

Marzymięta grzebieniasta, elszolcja orzęsiona (Elsholtzia ciliata (Thunb.) Hyl.) – gatunek rośliny z rodziny jasnotowatych (Lamiaceae). Występuje w naturze na rozległych obszarach Azji Wschodniej i Południowej – od Japonii, Rosji i Mongolii na północy po Półwysep Indochiński, Indie i Pakistan na południu. Jako gatunek introdukowany rośnie w Europie i Ameryce Północnej. W Polsce gatunek notowany jest od I połowy XIX wieku i jest rozpowszechniony we wschodniej połowie kraju zanikając na zachód od Wisły, wschodniej Wielkopolski i opolskiego. W XXI wieku określany jest jako gatunek zadomowiony (kenofit), ale ustępujący.
W Azji roślina wykorzystywana jest jako lecznicza. Stosowana tam wszechstronnie do leczenia przeziębienia i kaszlu, jako lek przeciwzapalny i przeciwbólowy, przy bólach brzucha, wymiotach i biegunce, bólach głowy, gorączce, udarze słonecznym i in. Jest to też roślina miododajna dostarczająca późnego pożytku (kwitnie w drugiej połowie lata), o wydajności tylko 30 kg/ha, ale chętnie oblatywana jest przez pszczoły. Nasiona zawierają schnący olej, nadający się do wyrobu lakierów. Młode liście są jadalne na surowo i gotowane, podobnie jako dodatek do aromatyzowania potraw wykorzystywane mogą być sproszkowane nasiona.

## Morfologia

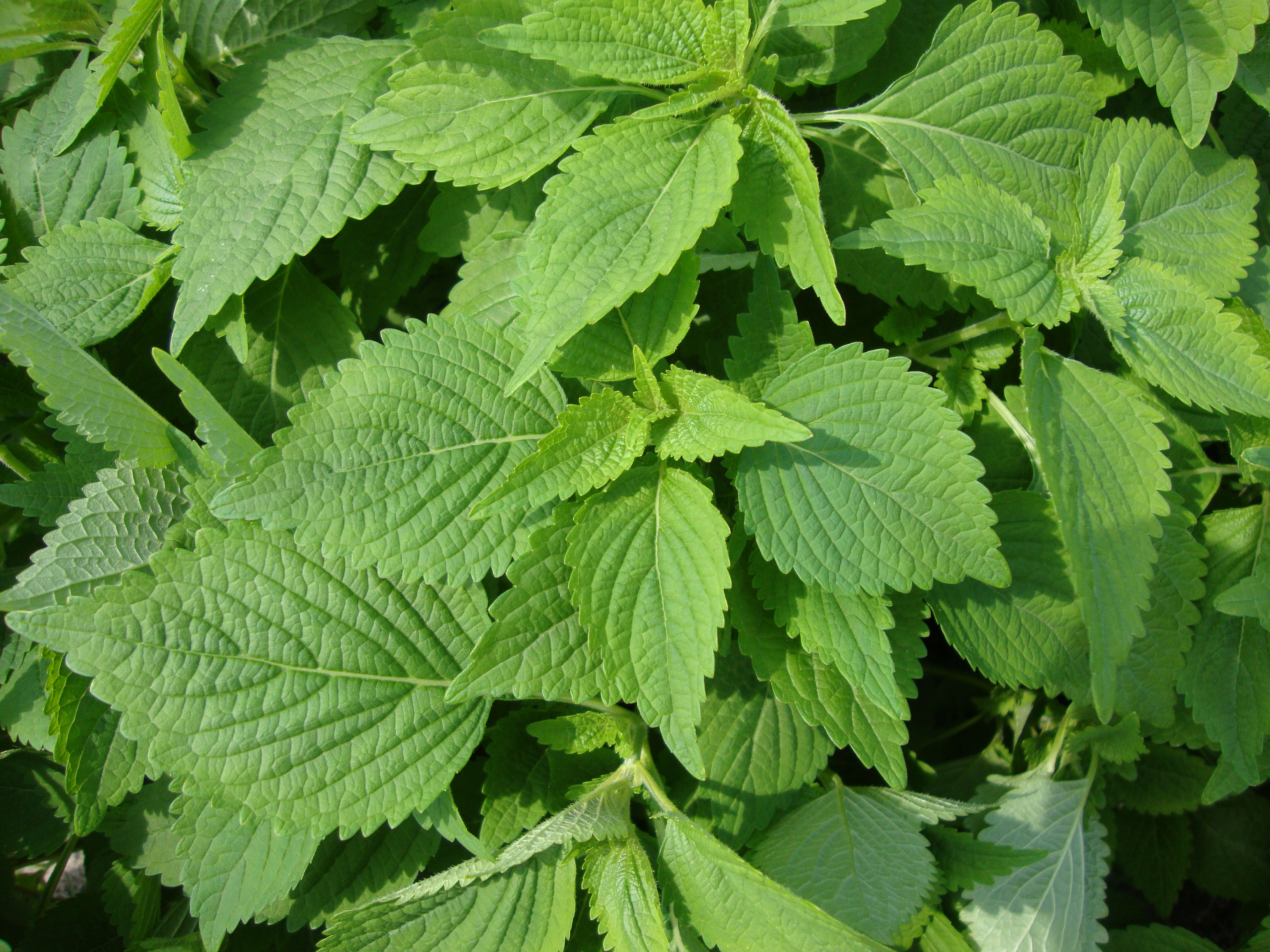
Liście

PokrójRoślina zielna o pędzie silnie rozgałęzionym, osiągającym zwykle od 30 do 50, rzadziej do 70–80 cm wysokości. Pęd jest owłosiony, przy czym szczególnie w obrębie kwiatostanów i pod węzłami. Łodyga koloru słomiastego, z czasem staje się czerwonobrązowa.
LiścieOgonkowe (ogonek od 0,5 do 3,5 cm długości, wąsko oskrzydlony), o blaszce jajowatej do podługowato-jajowatej, o długości od 4 do 6 cm (rzadko do 9 cm) i szerokości 2 do 3 cm. U nasady blaszka zwężona, na wierzchołku zaostrzona, na brzegu karbowana.
KwiatySkupione w gęste, jednostronne nibykłosy o długości od 2 do 7 cm i średnicy ok. 1 cm. W poszczególnych okółkach kwiaty liczne, wsparte jajowatymi, zaostrzonymi i orzęsionymi podsadkami o długości 4–7 mm i szerokości ok. 4 mm, barwy jasnozielonej lub fioletowej. Kwiaty krótsze od podsadek, wyrastają na szypułkach do 1,5 mm długości z kielichem długości 1,5 mm i koroną do 5 mm długości. Kielich owłosiony, z trójkątnymi, zaostrzonymi ząbkami, z których dwa dolne są dłuższe, a trzy górne krótsze. Korona dwuwargowa, liliowa, owłosiona od zewnątrz i szczeciniasta w gardzieli. Górna warga zaokrąglona i niepodzielona, dolna warga trójłatkowa, z łatką środkową większą od bocznych. Pręciki cztery, wystające z rurki korony, przy czym dwa dolne są dłuższe od górnych. Pylniki eliptyczne fioletowoczarne, osadzone na nitkach poprzecznie.
OwoceRozłupki żółtobrązowe do ciemnobrązowych, jajowate, o długości od 1 do 1,5 mm.

## Biologia i ekologia
Roślina jednoroczna, silnie aromatyczna o zapachu podobnym do mięty. Siewki pojawiające się wiosną są wrażliwe na mróz. Marzymięta kwitnie od lipca do września, czasem do października, owocuje od października do stycznia.
W naturalnym zasięgu rośnie w różnych siedliskach: na stokach wzgórz, na brzegach rzek, w lasach, także na siedliskach ruderalnych, na obszarach górskich sięgając do 3400 m n.p.m. W Polsce zasiedla siedliska ruderalne i segetalne, rosnąc zarówno w uprawach polowych, jak i ogrodach. Na obszarach górskich sięga do ok. 700 m n.p.m. Najlepiej rośnie na glebach próchnicznych.

## Systematyka i taksonomia
Synonimy taksonomiczne
- Elsholtzia communis var. longipilosa Hand.-Mazz.
- Elsholtzia cristata Willd.
- Elsholtzia cyprianii var. longipilosa (Hand.-Mazz.) C.Y.Wu & S.C.Huang
- Elsholtzia formosana Hayata
- Elsholtzia interrupta Ohwi
- Elsholtzia patrinii (Lepech.) Garcke
- Elsholtzia pseudocristata H.Lév. & Vaniot
- Hyssopus bracteatus C.C.Gmel. ex Steud.
- Hyssopus ocymifolius Lam.
- Mentha baicalensis Georgi
- Mentha baikalensis Georgi
- Mentha cristata Buch.-Ham. ex D.Don
- Mentha ovata Cav.
- Mentha patrinii Lepech.
- Mentha perilloides Spreng.
- Perilla polystachya D.Don
- Sideritis ciliata Thunb.